# Austin Hobart Clark
Austin Hobart Clark (Wellesley, 17 de dezembro de 1880 - Washington, D.C., 28 de outubro de 1954) foi um zoólogo norte-americano. Sua pesquisa abrangeu uma ampla gama de tópicos, incluindo a oceanografia, biologia marinha, ornitologia e entomologia.
Várias espécies e gêneros de animais foram descritos cientificamente pela primeira vez por Clark, incluindo a Ara guadeloupensis (1905), a Amazona martinicana (1905), e a Ara atwoodi (1908).